# Дрангово (област Благоевград)
 Тази статия е за селото в Петричко.  За другите български села с име Дрангово вижте Дрангово.  За селото в Благоевградско вижте Покровник.
Дра̀нгово е село в Югозападна България. То се намира в община Петрич, област Благоевград.

## География
Село Дрангово се намира на главния път Петрич – Гоце Делчев, на 7 километра от Петрич и 12 км от Кулата. Разположено е на северните склонове на Беласица на 170 – 190 метра надморска височина. Климатът се характеризира с горещо и сухо лято, мека и дъждовна зима. През летните месеци често има воден режим. В селото има нулева безработица.

## История
Селото е създадено след Междусъюзническата война през 1913 година от българи-бежанци от Егейска Македония, които са изгонени от гърците от родните си места. Тук се настаняват бежанци от селата Спатово, Дервент и Ерникьой. Първоначалното разположение на селото е срещуположно на днешното му място.
През октомври 1925 година по време на гръцко-българския пограничен конфликт, известен като Петрички инцидент, селото е окупирано от гръцката армия.
През 1922 година селището е познато като махала Покро̀вник, която през 1932 година е преименувана на махала Дра̀нгово. През 1943 година става село, а през 1951 година е преименувано в Свобода̀. През 1961 година е върнато старото име на селото – Дрангово.

## Население

### Етнически състав
Преброяване на населението през 2011 г.
Численост и дял на етническите групи според преброяването на населението през 2011 г.:
|                     | Численост |
| Общо                | 528       |
| Българи             | 511       |
| Турци               | -         |
| Цигани              | -         |
| Други               | -         |
| Не се самоопределят | -         |
| Неотговорили        | 15        |

## Културни и природни забележителности
- Войнишки паметник Дрангова чешма, построен през 1916 година от полковник Борис Дрангов в памет на загиналите войници от Пети пехотен македонски полк.
- Бюст-паметник на полковник Борис Дрангов.
- Храм „Света Петка Българска“
- Параклис „Свети Илия“

## Редовни събития
Всяка година на 29 юни – Петровден се провежда традиционен събор на селото.

## Галерия
- Влизане в Дрангово по пътя Петрич-Гоце Делчев
- Църквата „Света Петка Българска“ в село Дрангово
- Кметството и хранителният магазин